# Jonathan Monk
Jonathan Monk (* 1969 in Leicester) ist ein britischer Künstler.

## Leben
Jonathan Monk studierte von 1988 bis 1991 an der Glasgow School of Art und lebt seit 1999 in Berlin.

## Werk
Monk setzt sich mit den Autonomie-Forderungen der Konzeptkunst und des Minimalismus der 1960er und 1970er auseinander, also mit Künstlern wie Sol LeWitt, Daniel Buren, On Kawara und Alighiero Boetti. Sein heterogen wirkendes Gesamtwerk eint der bisweilen humorvolle Umgang mit der Adaption von Arbeiten von Künstlerkollegen. Oft interpretiert er Werke und Vorbilder der Kunstgeschichte des 20. Jahrhunderts neu und konterkariert sie. Seine Arbeiten sind meist als Kunst über Kunst zu betrachten, bei der die unterschiedlichsten Medien wie Fotografie, Film, Performance, Video, Bildhauerei, Mail Art sowie die Benutzung alltäglicher Produktions- und Kommunikationsmitteln konzeptuelle Bedeutung bekommen. In seinen Restaurant Drwaings beispielsweise zeichnet Monk bekannte Motive anderer Künstler auf Bewirtungsbelege, die er dann zu exakt dem Preis verkauft, die er für den Restaurantbesuch bezahlt hat. Motive von Andy Warhol, Sol LeWitt, Donald Judd, Damien Hirst oder Christopher Wool erhalten dadurch eine neue Identität und werden zum Gegenstand des Readymade-Gedankens, der in der Umwidmung und Weiterverwendung der Restaurantquittungen zum Ausdruck kommt.

## Werke
- 2006 A Wall of Lights Without Sound or Wall of Sound Without Lights Piece. Hier veränderte Jonathan Monk mit Bohemian Rhapsody von Queen eines der bekanntesten Videos der Musikgeschichte und projizierte es auf der Licht- und Medieninstallation SPOTS in Berlin in verschiedenen Variationen.
- 2004 This painting should ideally be hung near a Sol LeWitt.
- 1995–1997 Waiting for famous people.
- Seit 2015 Restaurant Drawings.
- 2016 Wool Piece.
- 2020 Shelf Life.
- 2024 Sunset.